# NGC 2139
NGC 2139 је спирална галаксија у сазвежђу Зец која се налази на NGC листи објеката дубоког неба.
Деклинација објекта је - 23° 40' 22" а ректасцензија 6h 1m 8,0s. Привидна величина (магнитуда) објекта NGC 2139 износи 11,6 а фотографска магнитуда 12,3. Налази се на удаљености од 24,397 милиона парсека од Сунца. NGC 2139 је још познат и под ознакама IC 2154, ESO 488-54, MCG -4-15-5, AM 0559-234, IRAS 05590-2340, PGC 18258.